# Барок у Италији
Појам Барок се односи на стил који доминира у уметности између 1600-1750. Потиче од речи « бароко » која значи « неправилан, изобличен, гротескан », првобитно коришћене да опише такве ситуације.
Барок је истовремено и уметност контрареформације, у Италији, Фландрији и Шпанији, периода консолидације католичке вере после протестантске кризе, али и протестантске Холандије, као и апсолутистичке монархије у Француској. Барок ће се међутим у овим различитим контекстима имати различите форме, о којима ћемо говорити у наредном периоду.
Престоница Барока у Италији је Рим; папство финансира уметност са циљем да од Рима начини најлепши град на свету "на славу Бога и Цркве".

## Сликарство
У Риму тога времена раде последњи маниристи без већег значаја, али нове могућности ће ускоро привући младе уметнике са севера Италије, од којих је први и најзначајнији Каравађо (1573-1610)
Око 1597-98, Каравађо слика неколико слика великих димензија за цркву Светог Луја француског у Риму, међу којима је и слика Позив Светог Матије. Позив Светом Матији је за Рим тога доба потпуна новост: ни ренесансна ни маниристична, ова слика доноси у римско сликарство утицај реализма Севера Италије, чије смо карактеристике видели код Саволда.
И поред профаног амбијента разумемо да се ради о религиозној теми, и то не само по једва приметном ореолу изнад Христове главе, једином “натприродном” елементу слике. На то нам пре свега указује зрак светлости који осветљава Христову руку, која гестом Микеланђеловог Адама указује на Светог Матију, руку и лице свеца: тајна вере је свима и свуда доступна…
Та идеја да је вера свуда и свима доступна је у основи протестантска, и Каравађо ће заузврат бити инспирација и протестантском северу… У Италији ће међутим обичан, скроман свет, коме је ова уметност и била намењена, бити шокиран да на зидовима цркви нађе себи сличне уместо узвишених идеала ренесансе...
За разлику, на опште одобравање ће наићи идеализована представа једног другог сликара, Карачија, у Рим пристиглог из Болоње, који свод Палате Фарнезе украшава фрескама на које приказују љубави класичних Богова. Карачи слика не само ликове, већ и симулацију архитектонских елемената и скулптуре: стварајући илузију, слично Коређу, у куполи катедрале у Парми... И у цркви Ил Ђезу, матичној цркви језуита у Риму, плафон је рађен илузионистички, у комбинацији сликарске и штуко декорације са архитектуром, и отвара простор неба…
Тај илузионизам ће обележити сликарство барока у Италији, и бити његова најзначајнија карактеристика. Од сада ће све техничке иновације ренесансе, линеарна и атмосферска перспектива, кијароскуро и сфумато, служити да дочарају илузију бесконачног простора, и отварати сводове цркава и палата пред задивљеним погледом верника и посетилаца.Тај илузионизам ће обележити сликарство барока у Италији, и бити његова најзначајнија карактеристика... Барокно сликарство користи техничке иновације ренесансе (линеарну и атмосферску перспективу, кијароскуро и сфумато), да дочара илузију бесконачног простора: сводови и куполе цркава и палата се отварају пред задивљеним погледом посетилаца (барокни илузионизам).
Други аспект барокног сликарства са севера Италије у Рим доноси Каравађо (1573-1610). У његовим сликама реализам севера Италије је доведена до граница натурализма… Амбијенти у којима приказује религиозне сцене су скромни и свакодневни, тело је неподношљиво реалистично, натуралистички приказано.

## Скулптура
У овој скулптуралној групи видимо прву карактеристику барокне скулптуре: избор кључног, преломног, најзначајнијег тренутка акције: у миту о Аполону и нимфи Дафне коју бог прогони својом љубављу, то је свакако тренутак у коме се нимфа, увидевши да не може побећи, претвара у дрво ловора.
И у Отмици Персефоне видимо најдраматичнији тренутак, у исто време насилан и еротичан. Траг који утискују згрчени прсти Плутона, бога подземног света, у Персефонину бутину је виртуозно изведен.
Барокна уметност бира најдраматичније тренутке акције, радо приказује сцене у којима су насиље и еротизам комбиновани, јер се такви прикази најдиректније обраћају чулима посматрача. Композиција ових скулптуралних група је спирална и доприноси драматичности  приказа.
Спирална композиција не само да доприноси драматичности  приказа, већ и генерише нови, активни однос скулптуре са простором у коме се налази
Спирална композиција постоји и код Бернинијевог Давида, приказаног у тренутку борбе, у снажном окрету око себе, и не само да доприноси приказу динамизма овог геста, већ и захвата, активира околни простор. Спирална композиција дакле генерише нови, активни однос скулптуре са простором који је окружује. Тај активни однос скулптуре са простором у коме се налази је карактеристичан за барок.
Уз то, Давид, у тренутку када избацује свој камен из праћке, није независтан, већ ствара илузију да се његов гест наставља у простору који га окружује: иако неприказано, претпостављамо присуство Голијата... Говоримо о невидљивом комплементу, који допуњује барокну скулптуру.
Спирална композиција нас наводи да обилазимо око скулптуре. Претпостављамо и присуство Голијата, који је Давидов невидљиви комплемент. Тако барокна скулптура осваја околни простор. Говоримо о активном односу према простору.
Бернинијев Давид запоседа околни простор својим гестом који сугерише и прећутно присуство Голијата. Посматрач као да присуствује догађају, који се одвија пред нашим очима, као гледаоци у позоришту...
Поједини савремени критичари објашњавају религијска искуства блиска синкопи, пре него као духове феномене, као психо-физиолошка искуства блиска оргазму...  Савремени хришћански филозоф Жан-Лук Марион у свом "Еротском феномену" говори о Богу као оном који нас  превазилази као "најбољи љубавник"!

## Карактеристике барокне скулптуре
Динамична и експресивна, бира да приказује најдраматичнији, преломни тренутак акције. Користи јаке емоције: страх, насиље, еротизам као изражајно средство. Спирална композиција и постојање невидљивог комплемента, доприносе новом, активном односу са простором у коме се скулптура налази. 
Уз сликарство и архитектонски декор креира композитне сцене, ствара илузију нашег сведочења сцени, попут гледаоца у позоришту.

## Архитектура
Последње Микаланђелово архитектонско остварење, рад на базилици Светог Петра у Риму, се већ може сматрати претечом барокне архитектуре. Микеланђело у фасади користи колосални ред дуплих пиластера....
На колосални ред дуплих пиластера се надовезују дуплирани стубови тамбура куполе. “Архитрав” изнад стубова је изломљен, а надстрешнице прозора наизменично заобљени и троугласти “забати”...
Врхунац римске барокне архитектуре, њен најпрепознатљивији аспект се ипак везује за великог архитекту овог периода, Франческа Бороминија (1599-1667). 
Барокна архитектура се, као и ренесансна, служи елементима грчке и римске архитектуре…Али барок мења облик класичних елемената, да би их учинио драматичнијим,  експресивнијим: архитрав је таласаст, забат такође, уз то и прекинут, зид је наизменце конкаван и конвексан, издубљен нишама у које је смештена скулптура, портал је истурен…
Кеплер формулише своје законе у периоду између 1609 и 1618, између осталог онај о орбити планета, која је елиптична, а не кружна. Према најновијим сазнањима дакле, елипса а не круг, је слика Божје промисли... Информација коју одмах усваја барокна архитектура: овални медаљон краси Бороминијев барокни фронтон, а не круг као на Алберијевој ренесансној фасади. Основа цркве Светог Карла је такође елиптична као и основа куполе.